# Normaal Amsterdams Peil

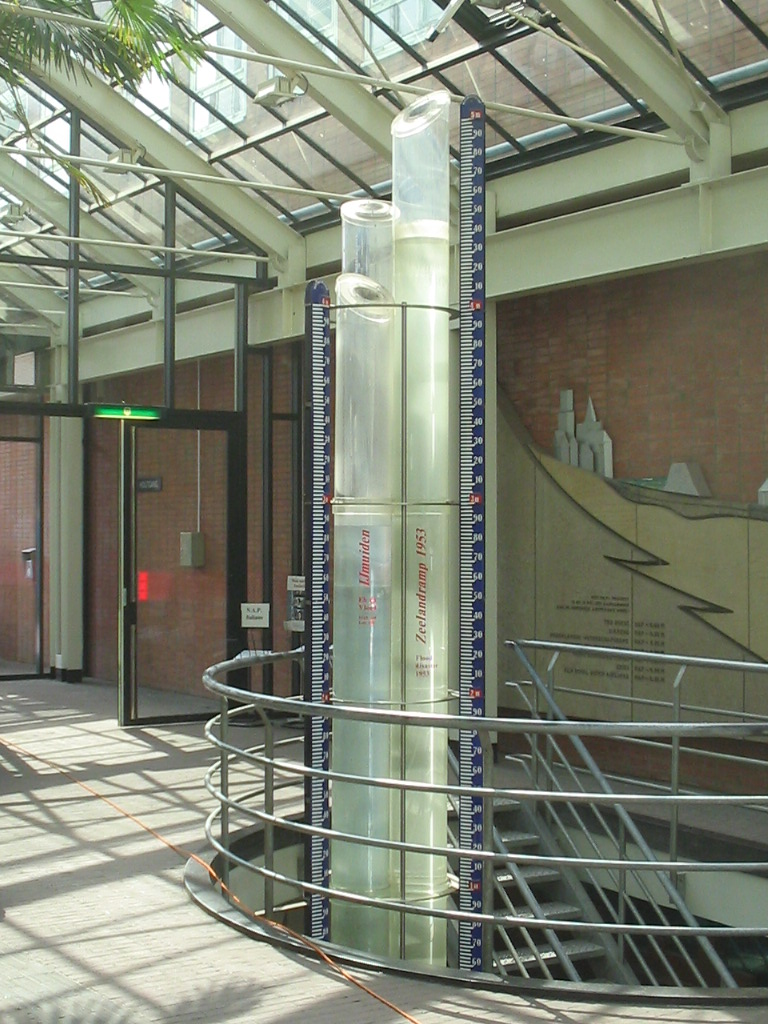
De hoogtereferentie in het stadhuis van Amsterdam.

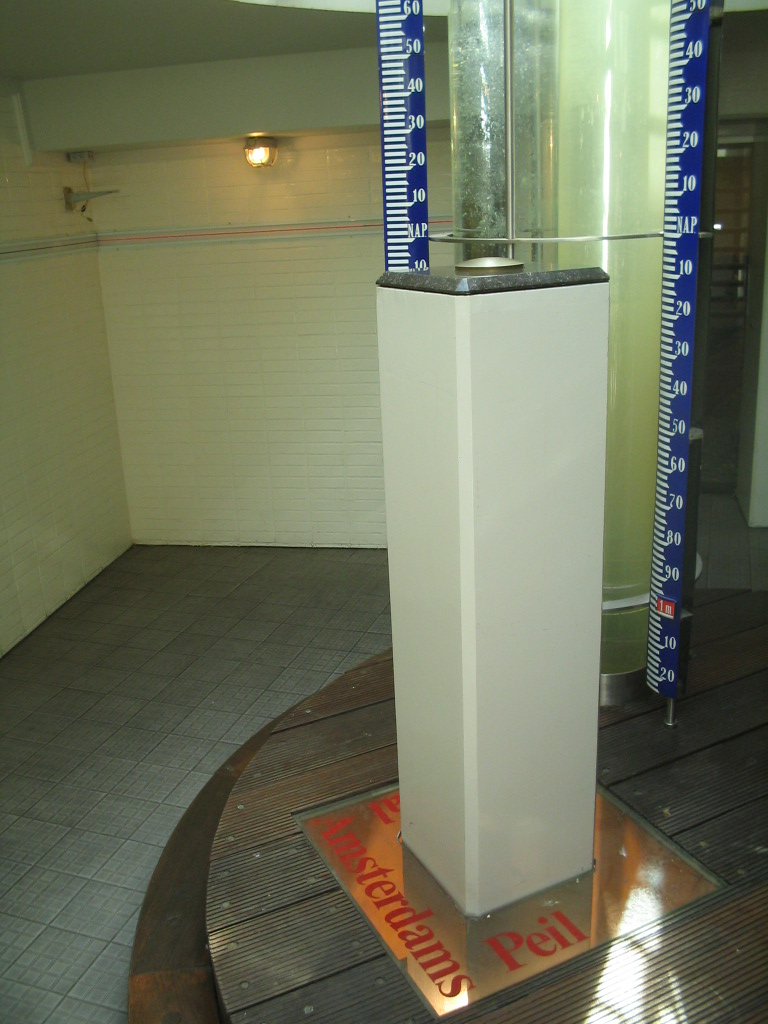
NAP-niveau in het stadhuis van Amsterdam.

Het Normaal Amsterdams Peil (meestal afgekort tot NAP) is de referentiehoogte ofwel peil waaraan hoogtemetingen in Nederland worden gerelateerd. Het NAP staat sinds 1891 voor Normaal Amsterdams Peil. Het is ontstaan uit het Amsterdams Peil (AP), een van de vele lokale en regionale peilen die Nederland vóór de twintigste eeuw kende. Het AP was gebaseerd op het gemiddelde zomervloedpeil van het IJ, gemeten in de periode 1 september 1683-1684.
NAP komt bij benadering overeen met de geoïde. Voor het gemak wordt het NAP vaak gelijkgesteld aan het gemiddeld zeeniveau. Historisch ligt het NAP dichter bij het gemiddelde hoogwaterniveau in het IJ voor de afsluiting in 1872.
Het European Terrestrial Reference System 1989 (ETRS89) is sinds 1 oktober 2000 het officiële driedimensionale coördinatenstelsel van Nederland. Het bijbehorende European Vertical Reference System (EVRS) gebruikt het NAP als referentiehoogte. Door herberekening van de Nederlandse waterpasmetingen met de metingen van de andere Europese landen, zijn er in praktijk verschillen tot enkele centimeters tussen NAP en EVRS.

## Notatie
De hoogte ten opzichte van NAP wordt vrijwel uitsluitend uitgedrukt in meters. Daarbij zijn er verschillende notatiewijzen. 
| beneden NAP        | boven NAP          |
| ------------------ | ------------------ |
| −1,83 m t.o.v. NAP | +1,83 m t.o.v. NAP |
| −1,83 m NAP        | +1,83 m NAP        |
| 1,83 m beneden NAP | 1,83 m boven NAP   |
| NAP −1,83 m        | NAP +1,83 m        |

## Peilmerken
Het NAP-net bestaat uit ongeveer 35.000 zichtbare peilmerken, meestal bronzen boutjes met het opschrift NAP, aangebracht in kaden, muren, bouwwerken of op palen en bovendien 400 ondergrondse peilmerken. De onderlinge hoogteverschillen tussen de peilmerken worden nauwkeurig vastgelegd.
Als gevolg van bodembewegingen treden er voortdurend veranderingen op. Eens in de 10 jaar bepaalt Rijkswaterstaat opnieuw de hoogte van de meeste peilmerken. De gegevens van de peilmerken worden bekendgemaakt in een NAP-peilmerkenlijst, waarin de gemeten hoogte ten opzichte van het NAP-vlak staat aangegeven en de gegevens waar het merk te vinden is.
In 1818 werd het Amsterdams Peil (A.P.) als vergelijkingsvlak voorgeschreven. In 1829 werd het A.P. voorgeschreven nulpunt voor alle peilschalen in Nederland. Na de eerste nauwkeurigheidswaterpassing (1875-1885) werd de naam Normaal Amsterdams Peil, N.A.P. ingevoerd. De verantwoordelijkheid voor de instandhouding van het NAP-net in Nederland is opgedragen aan Rijkswaterstaat, de Meetkundige Dienst van Rijkswaterstaat was daarmee belast. Inmiddels worden deze taken uitgevoerd in opdracht van de Data-ICT-Dienst van Rijkswaterstaat.

## Geschiedenis

### Huddestenen

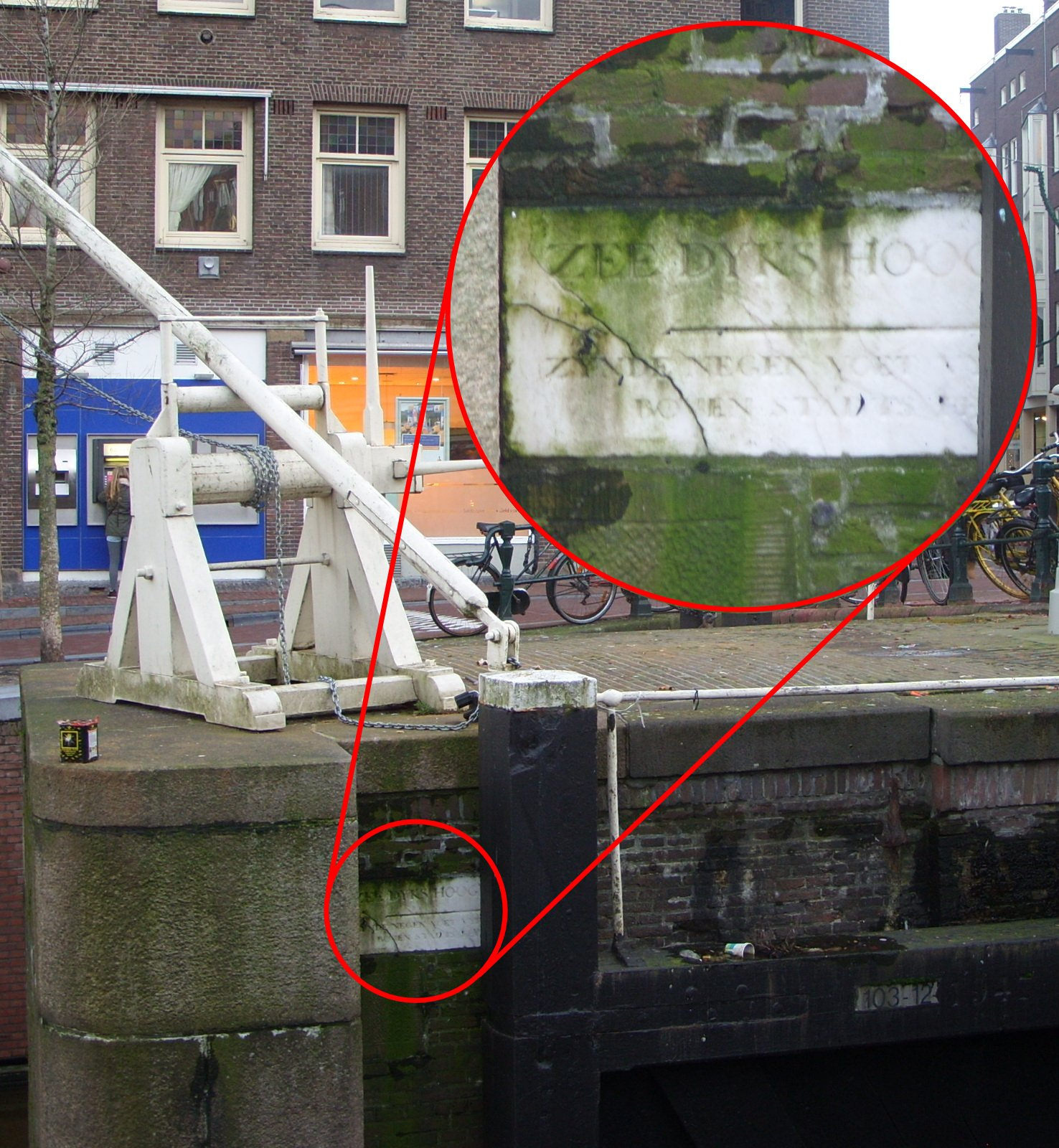
De laatst overgebleven in situ Huddesteen in de Eenhoornsluis.

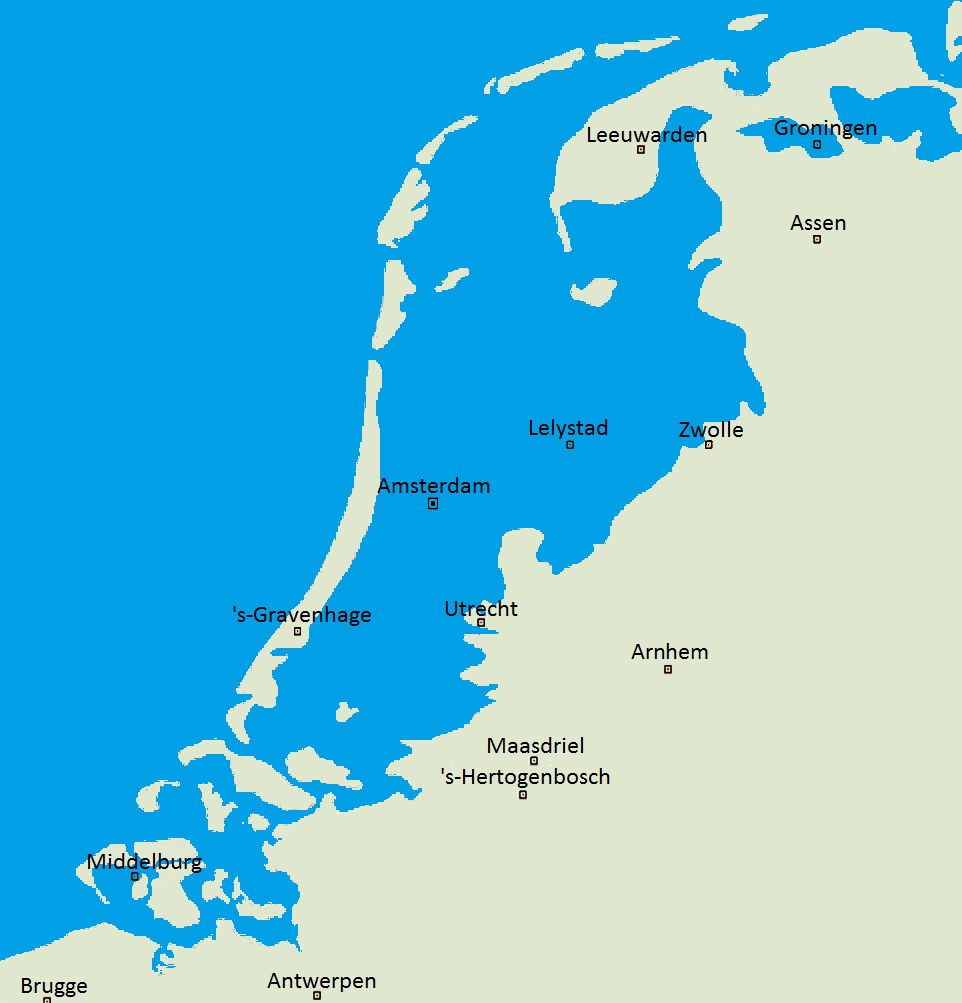
Kustlijn volgens NAP

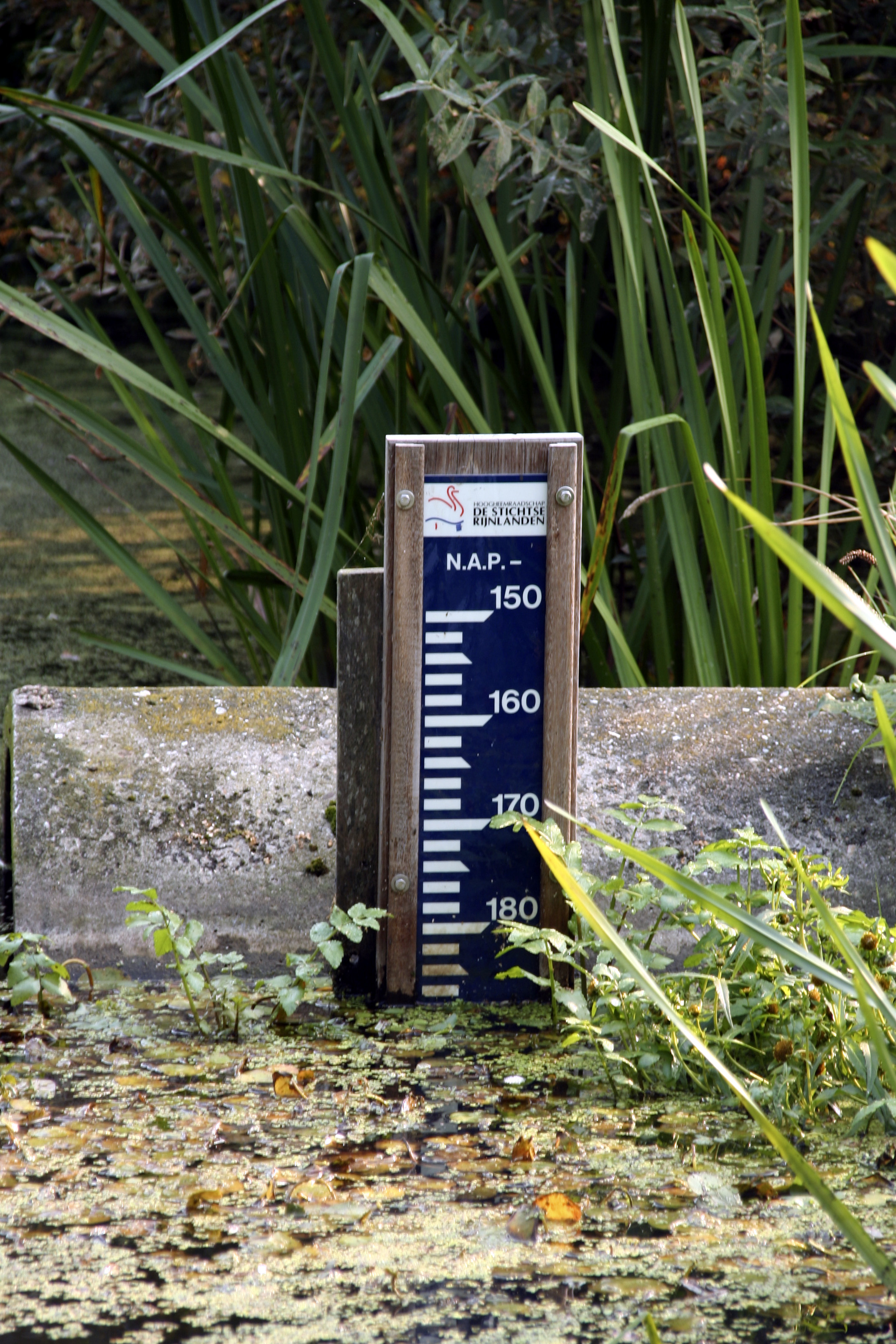
Peilschaal bij Woerden,
waterstand 188 cm onder (-) NAP

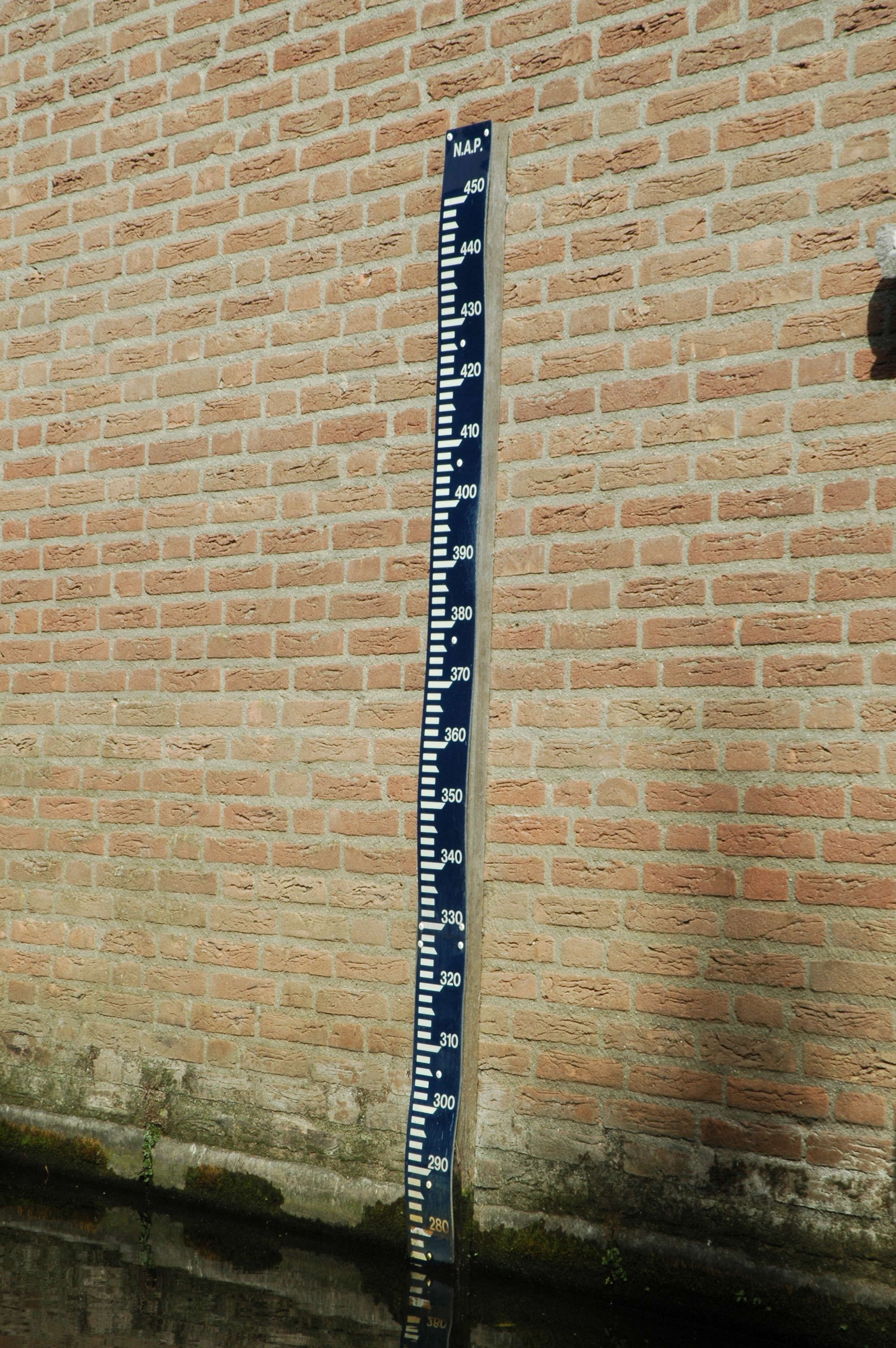
Peilschaal bij 's-Hertogenbosch,
waterstand 274 cm boven (+) NAP

Verticale referenties in Europa

Het NAP is het genormaliseerde Amsterdams Peil (AP). Dit AP was het Stadtspeyl dat in 1684 werd vastgelegd. Het was het gemiddelde vloedniveau van het IJ tussen september 1683 en september 1684, en dus een hoogwaterniveau. Dit peil werd vastgesteld op negen voet en vyf duym (= 2,67689 meter) beneden de Zee Dyks Hooghte die werd aangeven door middel van een groef in een merksteen. Acht van deze stenen werden in opdracht van burgemeester Johannes Hudde aangebracht in sluizen in Amsterdam: de Eenhoornsluis, Nieuwe Haarlemmersluis, Oude Haarlemmersluis, Nieuwe Brugsluis, Kolksluis, Kraansluis, West-Indische sluis en Scharrebiersluis. Van deze stenen is alleen die in de Eenhoornsluis (Korte Prinsengracht ter hoogte van de Haarlemmerdijk) nog aanwezig op zijn oorspronkelijke plaats. Deze steen, aangeduid met Huddesteen, en de sluis zijn in 2005 tot monument verklaard.
De in de Nieuwe Brugsluis ingemetselde Huddesteen was bij de vernieuwing hiervan omstreeks 1955 verplaatst. Tijdens de sloop van deze brug voor de bouw van de Noord/Zuidlijn stuitte men op een witmarmeren steen ter hoogte van het Damrak. Na de herbouw van de brug werd de steen in 2014 herplaatst en is zichtbaar aan de noordkant van de Nieuwe Brug.
Er zijn verder nog twee losse Huddestenen bewaard gebleven. Een steen, waarvan de helft is verdwenen, is ingemetseld in het gebouw van Rijkswaterstaat aan de Derde Werelddreef in Delft.

### Van AP naar NAP
In 1860 werd ter vergelijking het AP overgebracht naar andere gebruikte peilen. Hierbij bleek een fout te zijn ontstaan. Dit werd van 1885 tot 1894 gecorrigeerd (genormaliseerd). Ter onderscheid werd het verbeterde peil NAP genoemd. AP en NAP zijn dus hetzelfde. De aanduiding 'Normaal' gaf in de tussenliggende periode alleen aan dat het om een gecorrigeerde (genormaliseerde, vandaar de 'N') hoogte ging. Een (nog) niet-gecorrigeerde hoogte bleef, tot het moment van corrigeren, aangeduid met AP. Nadat alle punten genormaliseerd waren bleef de aanduiding NAP gehandhaafd.
Aanvankelijk werd de betekenis van de toegevoegde letter 'N' niet genoemd, waardoor mensen gingen speculeren over de betekenis ervan. De betekenis 'nieuw' of 'nauwkeurig' lag voor de hand, maar in de notulen van de 46e vergadering van de Rijkscommissie voor Graadmeting en Waterpassing wordt gesproken van Normaal Amsterdams Peil.
In 1879 werd Pruisen aangesloten op het NAP. Het peil heet hier Normalnull (NN = NAP). Het NAP wordt eveneens in Luxemburg gebruikt. In 1973 volgden Zweden, Noorwegen en Finland.
De referentie van de Belgische Tweede Algemene Waterpassing (TAW) ligt 2,33 meter lager.

### Huidige ijkpunten
- Van de oorspronkelijke "Hudde-stenen" is alleen die in de Eenhoornsluis over, al wordt deze sinds 1867 niet meer gebruikt als ijkpunt, vermoedelijk omdat de hoogte te veel afwijkt van die van de andere stenen.[5] Wel is deze steen in 2007 weer opgenomen als gewoon NAP-punt, waarbij bleek dat deze 2,615 m boven NAP lag, 61 mm lager dan in 1683. De steen is dus in 325 jaar tijd circa 61 millimeter gezakt, ongeveer 0,2 millimeter per jaar.[6]
- Tijdens de tweede nauwkeurigheidswaterpassing (1926-1939) is in 1928 voor de bepaling van het nulniveau aangesloten op de twee nog aanwezige en bruikbare stenen van Hudde, resp. in de Nieuwe Brugsluis en in de Eenhoornsluis. In 1953 is het NAP vastgelegd ten opzichte van de hoogte van de halfbolvormige bovenkant van een bronzen bout op een 22 meter lange heipaal op de Dam in Amsterdam. De bout bevond zich op negentig centimeter onder het plaveisel op een hoogte van 1,4278 meter + NAP.[7] De hoogte van het ondergrondse merk op de Dam is gebaseerd op de hoogte van de steen van Hudde in de Nieuwe Brugsluis. Hierbovenop is een deksel van hardsteen aangebracht in het plaveisel. Dit ondergrondse merk gold lang als per definitie 1,4278 meter boven NAP en was dus het ijkpunt van NAP. In 2004 is deze definitie losgelaten en de waarde van dit punt bijgesteld tot 1,408 meter boven NAP.[8] In 1955 is de steen in de Nieuwe Brugsluis verplaatst. Het punt op de Dam is sindsdien het uitgangspunt voor hoogtebepaling in Nederland.
- In de Stopera is een tweede heipaal met bronzen bout op 0 meter NAP aangebracht. Deze heeft geen betekenis anders dan een ceremoniële en toeristische.[9]
- In 2004 zijn alle NAP-hoogten herberekend naar aanleiding van de 5e nauwkeurigheidswaterpassing (1996-1999). Alleen de hoogten van 6 van de meest stabiele punten zijn zo goed mogelijk vastgehouden op de hoogte van de 2e nauwkeurigheidswaterpassing (1928-1940). Deze nieuwe ijkpunten bevinden zich in Heerde, Velp, Amersfoort, Millingen, Wageningen en Muiderberg.[8]

## Extremen
- Het laagste punt van Nederland ligt op 6,76 meter onder het Normaal Amsterdams Peil in Nieuwerkerk aan den IJssel.
- Dicht bij het drielandenpunt op de Vaalserberg bevindt zich het hoogste punt van het Nederlandse vasteland (NAP + 322,4 m).[10] In de lijst van hoogste punten in het Koninkrijk der Nederlanden staan de hoogste punten per provincie. Ter vergelijking: de hoogte van de zendmast de Gerbrandytoren te IJsselstein bedraagt 366 m.

## Opmerkelijke verschillen
Aan de zuidrand van Maastricht liggen binnen 1 kilometer van elkaar de ENCI-groeve met als diepste punt NAP + 5 meter, de rivier de Maas (ter plekke stromend op NAP + 45 meter) en de storthoop d'n Observant (steekt 170,8 meter boven NAP uit).